# Battus eracon
Espèce
Battus eracon ou Machaon de Colima est une espèce de lépidoptères (papillons) de la famille des Papilionidae, de la sous-famille des Papilioninae et du genre Battus.

## Dénomination
Battus eracon a été décrit par Frederick DuCane Godman et Osbert Salvin en 1897 sous le nom initial de Papilio eracon.

### Noms vernaculaires
Battus eracon se nomme West-Mexican Swallowtail en anglais.

## Description
Battus eracon est un moyennement grand papillon au corps marron à abdomen jaune, au bord externe des ailes antérieures concave et ailes postérieures festonnées. Le dessus est marron orné d'une ligne submarginale de chevrons jaunes.
Le revers est marron plus clair, avec aux ailes antérieures la même ligne submarginale de chevrons jaunes mais discontinue et aux ailes postérieures une ligne marginale de petits points jaunes surmontée d'une ligne submarginale de chevrons rouges.

## Biologie

### Plantes hôtes
La plante hôte de sa chenille est une Aristoloche, Aristolochia tentaculata.

## Écologie et distribution
Battus eracon est présent au Mexique.

### Protection
Pas de statut de protection particulier.